# أدولفو مينينديث
أدولفو مينينديث (بالإسبانية: Adolfo Menéndez)‏ (13 أبريل 1970 بسانتا آنا مونيسباليتي في السلفادور - ) هو لاعب كرة قدم سلفادوري في مركز حراسة المرمى. شارك مع منتخب السلفادور لكرة القدم. أما مع النوادي، فقد لعب مع نادي سانتانيكوس أسوشيتد وأونسي مونيسيبال ‏ وإيسيدرو ميتابان ‏.

## وصلات خارجية
- أدولفو مينينديث على موقع قاعدة بيانات كرة القدم.إي يو (الإنجليزية)
- أدولفو مينينديث على موقع ناشيونال فوتبول تيمز (الإنجليزية)